# Spowalnianie Starka
Spowalnianie Starka - metoda spowalniania polarnych cząsteczek z wiązki molekularnej do niskich temperatur (poniżej 1 K) przy użyciu niejednorodnego, zmiennego w czasie pola elektrycznego. Metoda komplementarna do spowalaniania Zeemana stosowanego do spowalniania atomów przy użyciu niejednorodnego pola magnetycznego.
Do spowalnia Starka wykorzystuje się urządzenie zwane deceleratorem Starka, które jest działającym z przeciwnym skutkiem odpowiednikiem akceleratora liniowego wykorzystywanego do przyśpieszania naładowanych cząstek elementarnych. Wiązka szybkich molekuł o średniej prędkości z zakresu 300-1000 m/s, ale o dość wąskim rozkładzie prędkości, wstępnie schłodzona do temperatury ok. 1 K, jest wprowadzana do deceleratora. Część cząsteczek wchodząc do obszaru sinego pola elektrycznego zyskuje energię kinetyczną (ang. high-field-seeker molecules), inne zaś tracą energię kinetyczną w takich warunkach (ang. weak-field-seeker molecules) - oba rodzaje cząsteczek mogą być chłodzone metodą spowalniania Starka, przy czym chłodzenie cząsteczek, których energia rośnie z gradientem pola elektrycznego jest trudniejsze. W deceleratorze Starka polarne cząsteczki poruszają się przez serię silniejszych i słabszych pól elektrycznych, odpowiednio przełączanych i ukształtowanych przez konstrukcję elektrod budujących urządzenie w taki sposób, aby poruszające się cząsteczki stopniowo zmniejszały szybkość swojego ruchu. Spowalnianie Starka pozwala otrzymać zimne cząsteczki o temperaturze rzędu 1 mK, które następnie można dalej chłodzić przy użyciu chłodzenia sympatycznego lub chłodzenia przez odparowanie do temperatur poniżej 1 μK.